# Bisbat de Forlì-Bertinoro

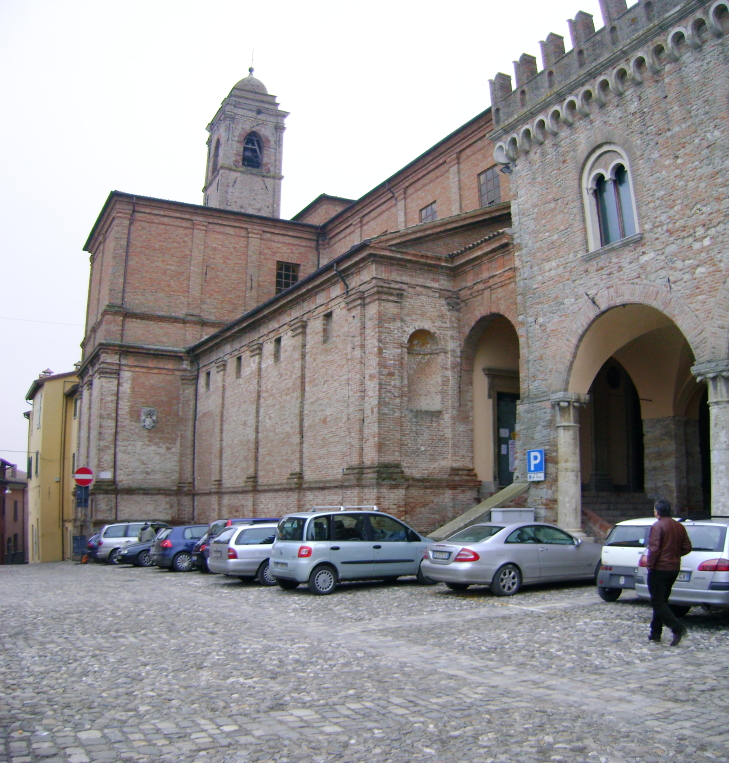
La cocatedral de Bertinoro.

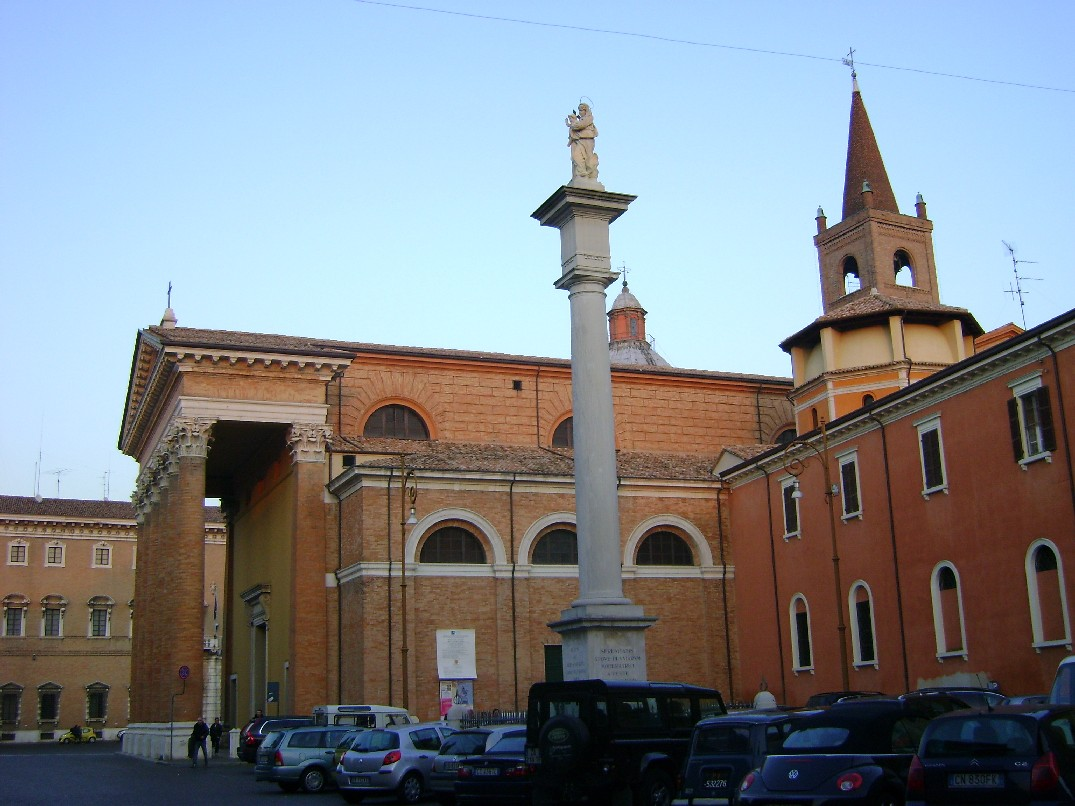
La catedral de Forlì

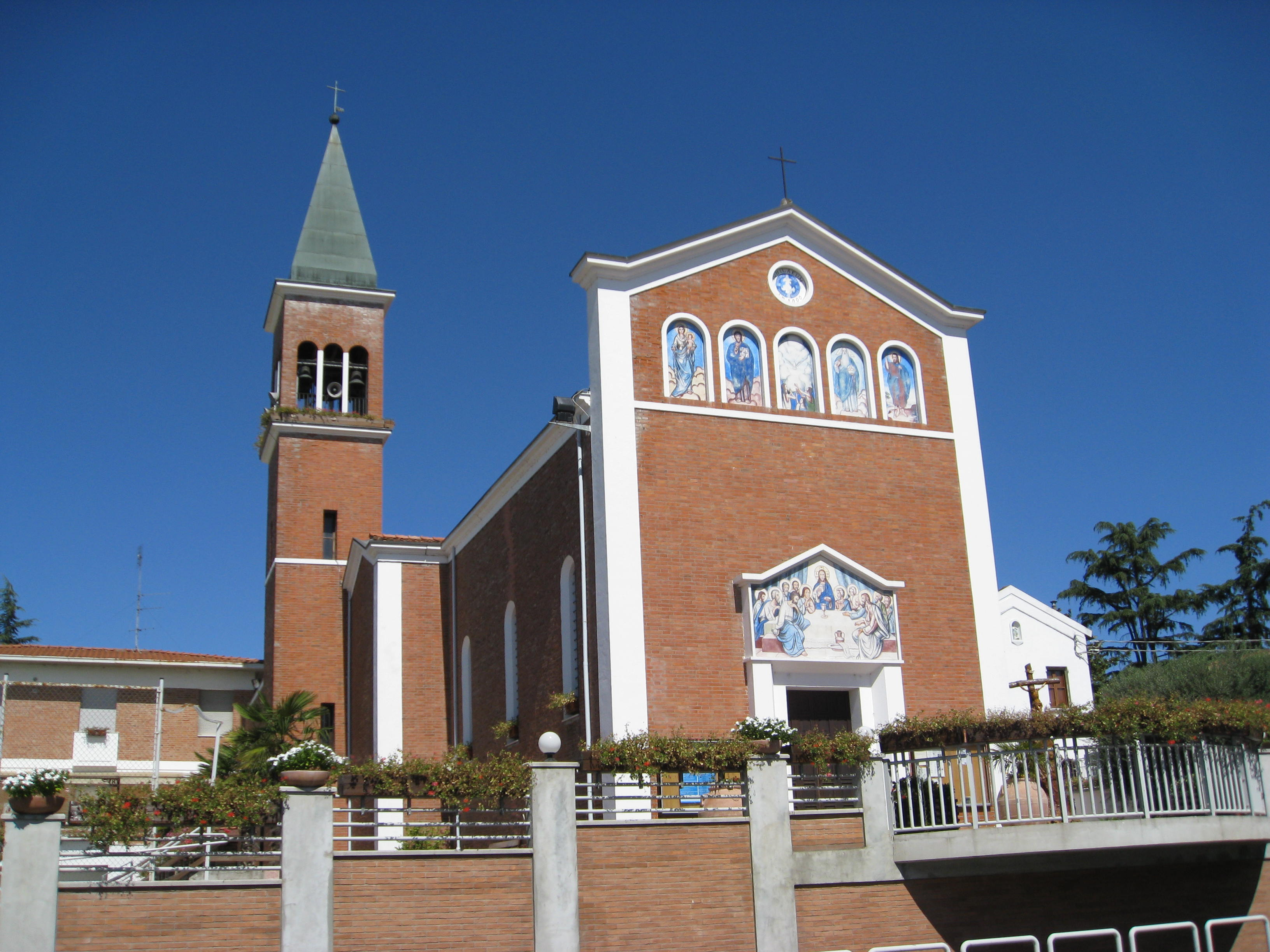
L'església de Ronco

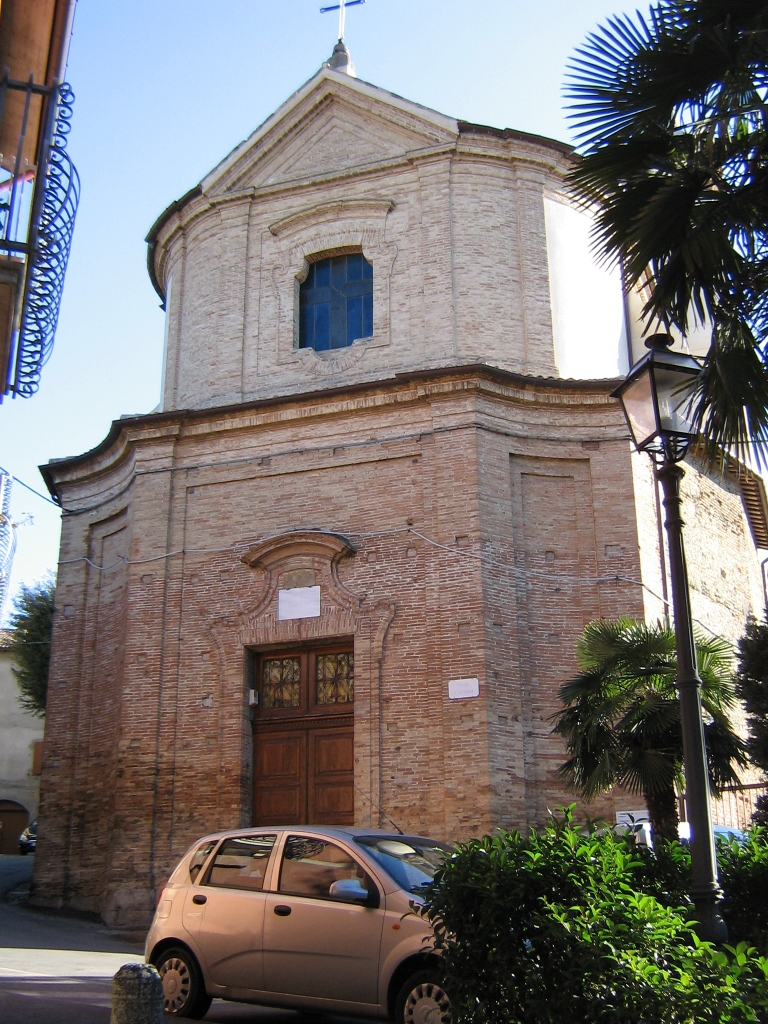
L'església del Seminari episcopal de Bertinoro

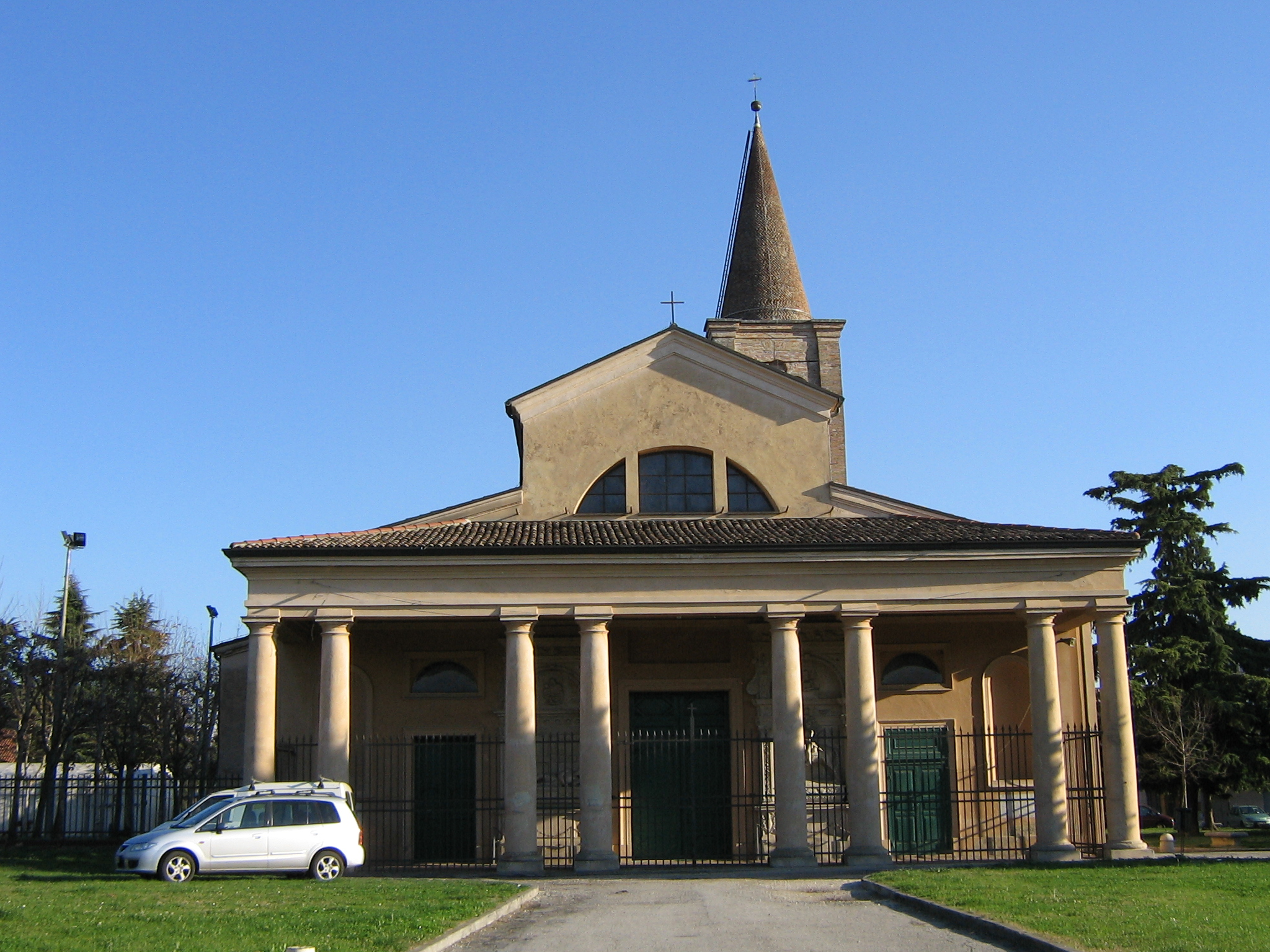
Basílica menore de San Rufillo.

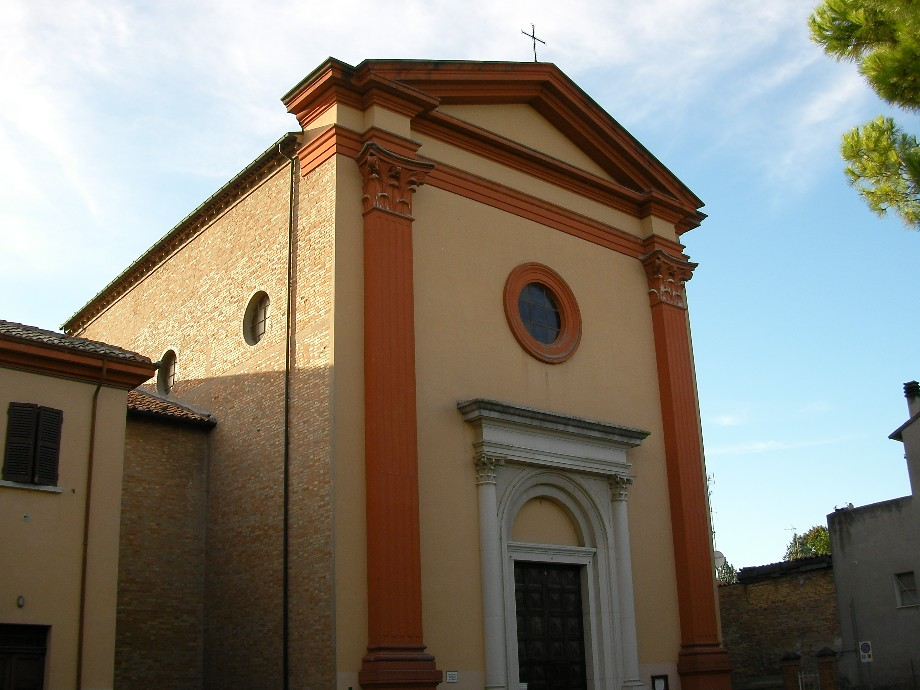
L'església de Coccolia

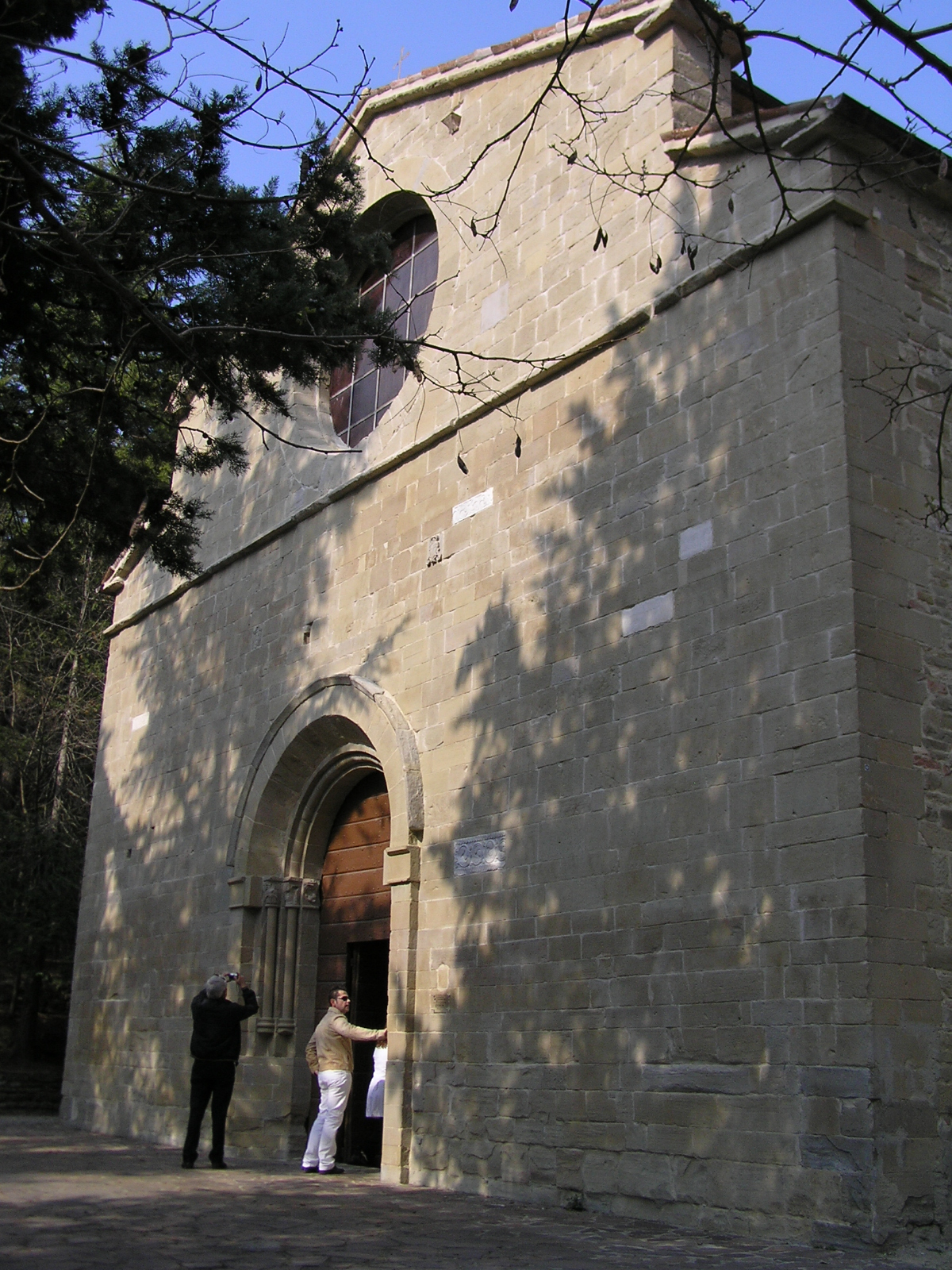
Façana de l'Abadia de Sant'Ellero

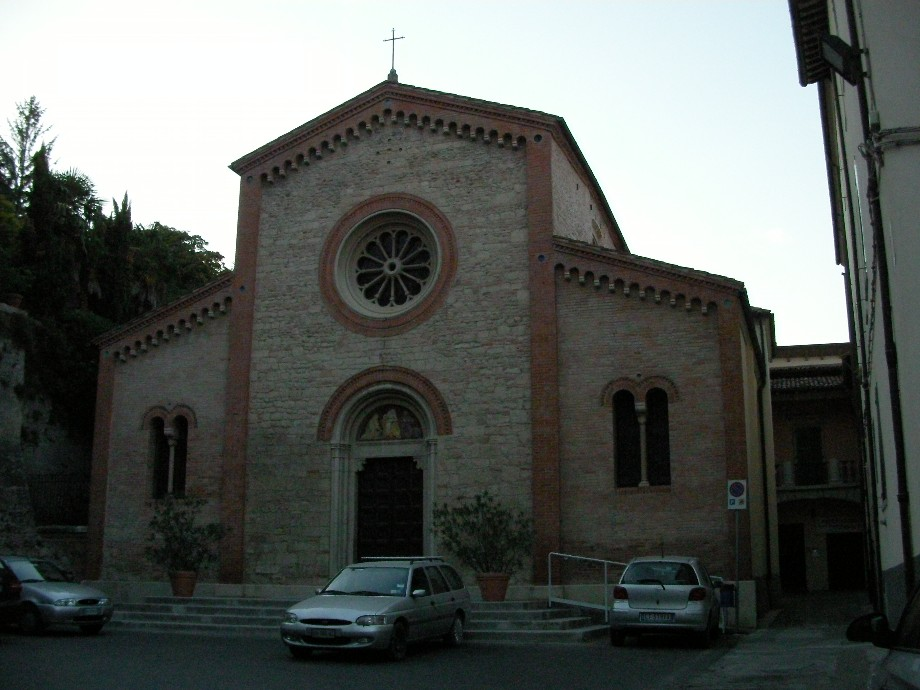
L'església de Castrocaro Terme

El bisbat de Forlì-Bertinoro (italià: diocesi di Forlì-Bertinoro; llatí: Dioecesis Foroliviensis-Brittinoriensis) és una seu de l'Església catòlica, sufragània de l'arquebisbat de Ravenna-Cervia, que pertany a la regió eclesiàstica Emília-Romanya. El 2013 tenia 177.000 batejats d'un total 188.500 habitants. Actualment està regida pel bisbe Lino Pizzi.

## Territori
La diòcesi s'estén sobre dues províncies de l'Emilia-Romagna:
- a la província de Forlì-Cesena comprèn els municipis de Bertinoro, Castrocaro Terme e Terra del Sole, Cesena (només la part de Lizzano, Massa, Monticino, Provezza e Tessello), Civitella di Romagna, Dovadola, Forlì, Forlimpopoli, Galeata, Meldola, Portico e San Benedetto, Predappio, Premilcuore, Rocca San Casciano i Santa Sofia;
- a la província de Ravenna la part de Coccolia, Ducenta, Durazzano, Filetto, Longana, Roncalceci, San Pietro in Trento i San Pietro in Vincoli al municipi de Ravenna; i la part de Chiesuola i de San Pancrazio al municipi de Russi.[1]

La seu episcopal és la ciutat de Forlì, on es troba la catedral de la Santa Croce. A Bertinoro es troba la cocatedral de Santa Caterina. A Forlì, a més, hi ha dues basíliques menors: San Pellegrino Laziosi i San Mercuriale.
El territori s'estén sobre 1.182 km² i està dividit en 128 parròquies agrupades en 10 vicariats;
- Forlì centre històrico
- Forlì est
- Forlì sud
- Forlì sud-oest
- Forlì oest
- Forlì nord-ravennat
- Bertinoro-Forlimpopoli
- Valle del Bidente
- Val di Rabbi
- Acquacheta.

## Història

### Forlì
La diòcesi de Forlì es remunta a temps antics. Tradicionalment seu naixement es fixa en el segle ii i se senyala com a primer bisbe a sant Mercuriale, que la crítica històrica moderna el situa vers el segle iv. Encara que la tradició i els historiadors locals han enumerat una llarga sèrie de bisbes en els primers segles, el primer prelat forlivès històricament documentat i sens dubte és Crescente, qui va viure a mitjans del segle vii. Des dels seus inicis, la diòcesi de Forlì era sufragània de l'arxidiòcesi de Ravenna.
A l'edat mitjana el capítol tenia el dret de triar al bisbe, però amb l'edat moderna, aquesta prerrogativa es va perdre. De nou el 1433, el capítol de la catedral, d'acord amb els ciutadans influents, decidiria l'elecció del bisbe, Guglielmo Bevilacqua, en canvi, però, amb la voluntat del Papa Eugeni IV.
En 1428 un incendi va destruir completament una escola de Forlì, deixant només intacta una efígie en paper de la Verge, venerada pels forlivesos des de llavors amb el títol de la Mare de Déu del Foc. Al mateix segle hi ha registrat a Forlì altre miracle sobre una altra imatge mariana, que va ser apunyalada, va vessar sang de la ferida, donant origen a la devoció de Nostra Senyora de la ferida.
Cap a la meitat del segle xvii es va establir el seminari episcopal de Forlì, pel bisbe Giacomo Teodolo.
El 7 d'octubre de 1975 es van agregar a la diòcesi de Forlì les parròquies de la Vall del Bidente, fins llavors incloses a la diòcesi de Sansepolcro.

### Bertinoro
La diòcesi de Bertinoro va ser erigida en 1360, després del trasllat del bisbat de Forlimpopoli. El primer bisbe de Bertinoro va ser el francès Roberto Boyssel, bisbe de Forlimpopoli des del 1359. Assumint el títol de la nova diòcesi per a ell i els seus successors van heretar el dret a la diòcesi forlimpopolese.
El títol de l'església principal de la nova diòcesi va ser assignat a un petit lloc sagrat edifici de la plaça central de la ciutat, just al costat de l'ajuntament. L'església, dedicada a Santa Caterina d'Alexandria, va haver de ser ampliada. Els treballs es va dur a terme al segle xv. En 1393 les cròniques registren un fet portentós: una creu blava va aparéixer per sobre de la pila baptismal durant onze dies al davant de tot el poble. Des de l'alta edat mitjana l'única font del país estava a la pieve de Santa Maria, que es troba a la Muntanya Cesubeo no gaire lluny de la fortalesa.
A la segona meitat del segle xvi el bisbe Giovanni Andrea Caligari va reconstruir la catedral de Bertinoro i va deixar la seu original al poble Carnevali perquè s'instal·lin al castell, que li va donar el Papa Climent VIII. La pila baptismal va ser traslladat a la nova catedral.
En 1803 el govern francès va declarar suprimida la seu de Bertinoro i va encomanar temporalment a l'arquebisbe de Ravenna, en qualitat de Metropolità. En 1817 es va restaurar la diòcesi de Bertinoro, però com moltes de les propietats de l'església s'havien venut, es trobava en una situació econòmicament miserable.
El 28 d'agost de 1824 sota la butlla Dominici Gregis del Papa Lleó XII la seu Bertinoro es va unir a la de Sarsina. La unió amb Sarsina, especialment problemàtica a causa de la dificultat de la comunicació entre les dues seus, es va retirar al voltant de 1872, quan la diòcesi de Sarsina va tornar a tenir el seu propi bisbe.

### Les seus unides
El 9 de juny de 1976 Giovanni Proni, bisbe de Bertinoro i coadjutor de Paolo Babini a Forli, va succeir Babini a la seu de Forli, unint així in persona episcopi les dues diòcesis.
El 30 de setembre de 1986, de conformitat amb el decret Instantibus votis de la Congregació per als Bisbes, es va establir la unió plena de les dues diòcesis i el nou districte eclesiàstic va assumir el seu nom actual.

## Cronologia episcopal

### Bisbes de Forlì
- San Mercuriale I † (segle iv)
- Teodoro † (citat el 452)[3]
- Crescente † (citat el 649)
- Vincenzo † (citat el 680)
- Apollinare † (inicis de 858 - finals de 861)
- Bartolomeo † (citat all'887)[4]
- Ruggero † (citat el 910 ?)
- Paolo † (citat el 939)
- Uberto † (citat el 962)
- Rainero † (segle x)
- Teodorico † (segle x)
- Ottone † (segle x)[5]
- Fausto Anderlini † (citat el 1001)
- Rodolfo I † (citat el 1016)
- Giovanni I † (citat el 1072)
- Pietro † (citat el 1118)
- Drudo † (citat el 1149)
- Alessandro di Forlì † (inicis de 1160 - finals de gener de 1189)
- Giovanni II † (inicis de 1192 - finals de 1204)
- Alberto I † (inicis de 1206 - finals de 1220)[6]
- Ricciardello Belmonti † (1225 - ?)
- Alberto II † (1232 - ?)
- Enrico I † (1237 - ?)
- Gerolamo † (1250 - 1253)
- Richelmo † (1253 - 1270 mort)
- Rodolfo II † (1270 - 1280 mort)
- Enrico II † (1280 - 1285)
- Rinaldo † (1285 - 1302)
- Taddeo o Teodoro II † (1302 - 1303)
- Peppo Ordelaffi † (1303 - 1303)[7]
- Rodolfo de' Piatesi † (1303 - 1318 ? mort)
- Tommaso Bettino de' Piatesi † (24 de setembre de 1318 - 1342 ? mort)
- Giovanni III † (8 de juliol de 1342 - 15 de juliol de 1348 nomenat bisbe de Viterbo)
- Aimerico d'Autun † (2 de març de 1349 - 20 de gener de 1351 nomenat bisbe de Bosa)
- Bartolomeo da Sanzetto, O.F.M. † (20 de maig de 1351 - ? mort)
- Artaud de Mélan † (14 de juliol de 1372 - d'abril o de juny de 1378 nomenat bisbe de Grasse)
- Paolo da San Rufello † (16 de juliol de 1379 - 1384 mort)
- Simone Pagani † (1384 - 23 de gener de 1391 mort)
- Scarpetta Ordelaffi † (1 de març de 1391 - 1 d'octubre de 1401 mort)
- Giovanni Numai † (21 de novembre de 1401 o 1402 - 10 d'octubre de 1411 mort)
  - Matteo Fiorilli † (26 de juliol de 1412 - 1413) (bisbe electe)
- Alberto Buoncristiani, O.S.M. † (5 d'abril de 1413 - 27 d'abril de 1418 nomenat bisbe de Comacchio)
- Giovanni Strata † (27 d'abril de 1418 - 1427 mort)
- Giovanni Capparelli o Caffarelli † (28 d'abril de 1427 - 18 de febrer de 1437 nomenat bisbe d'Ancona)
  - Guglielmo Bevilacqua, O.F.M. † (27 de desembre de 1433 - 1437) (antibisbe)
- Luigi Pirano † (18 de febrer de 1437 - 1446 renuncià)
- Mariano Farinata † (4 de novembre de 1446 - 27 d'octubre de 1449 nomenat bisbe de Sarsina)
- Daniele d'Alunno, C.R.S.A. † (27 d'octubre de 1449 - 1463 mort)
- Giacomo Paladini † (11 de desembre de 1463 - 1470 mort)
- Alessandro Numai † (9 de maig de 1470 - prima di d'agost de 1485 mort)
- Tommaso Asti † (3 de setembre de 1485 - 1512 mort)
- Pietro Griffo † (31 d'octubre de 1512 - 1516 mort)
- Bernardo Michelozzi † (15 de novembre de 1516 - 1519 mort)
- Leonardo de' Medici † (14 de març de 1519 - 1526 renuncià)
  - Niccolò Ridolfi † (16 d'abril de 1526 - 7 d'agost de 1528 renuncià) (administrador apostòlic)
- Bernardo Antonio de' Medici † (7 d'agost de 1528 - 23 d'octubre de 1551 nomenat bisbe de Cassano all'Ionio)
- Pietro Giovanni Aliotti † (23 d'octubre de 1551 - 1562 o 1563 mort)
- Antonio Giannotti da Montagnana † (30 de gener de 1563 - 11 d'agost de 1578 nomenat bisbe d'Urbino)
- Marcantonio del Giglio † (11 d'agost de 1578 - 21 d'agost de 1580 mort)
- Giovanni Mazza de' Canobbi † (5 de setembre de 1580 - 1586 renuncià)
- Fulvio Teofili † (7 de gener de 1587 - 1594 mort)
- Alessandro Franceschi, O.P. † (4 de maig de 1594 - 1599 renuncià)
- Corrado Tartarini † (1 de setembre de 1599 - de febrer de 1602 mort)
- Cesare Bartolelli (o Bartorelli) † (20 de novembre de 1602 - 9 de gener de 1635 mort)
- Giacomo Teodolo (o Theodoli) † (7 de maig de 1635 - prima di de novembre de 1665 renuncià)
- Claudio Ciccolini † (7 de juny de 1666 - 29 d'abril de 1688 mort)[8]
- Giovanni Rasponi † (28 de febrer de 1689 - 31 d'agost de 1714 mort)
- Tommaso Luigi Silvio Torelli † (19 de novembre de 1714 - 24 d'abril de 1760 mort)
- Francesco Piazza † (15 de desembre de 1760 - 12 de febrer de 1769 mort)
- Nicola Bizzarri † (20 de novembre de 1769 - 13 de juliol de 1776 renuncià)
- Giuseppe Vignoli † (15 de juliol de 1776 - 2 d'abril de 1782 mort)
- Mercuriale Prati, O.S.B. † (25 de juny de 1784 - 20 d'octubre de 1806 mort)[9]
- Andrea Bratti † (18 de setembre de 1807 - 11 de novembre de 1835 mort)
- Stanislao Vincenzo Tomba, B. † (1 de febrer de 1836 - 21 d'abril de 1845 nomenat arquebisbe de Camerino)
- Gaetano Carletti † (21 d'abril de 1845 - 28 de setembre de 1849 nomenat bisbe de Rieti)
  - Sede vacante (1849-1852)
- Antonio Magrini † (18 de març de 1852 - 29 de setembre de 1852 mort)
- Mariano Falcinelli Antoniacci, O.S.B. † (7 de març de 1853 - 21 de desembre de 1857 nomenat arquebisbe titular d'Atenes)
- Pietro Paolo Trucchi, C.M. † (21 de desembre de 1857 - 21 de gener de 1887 mort)
- Domenico Svampa † (23 de maig de 1887 - 21 de maig de 1894 nomenat arquebisbe de Bolonta)
- Raimondo Jaffei † (18 de març de 1895 - 22 d'agost de 1932 mort)
- Giuseppe Rolla † (25 de novembre de 1932 - 2 d'agost de 1950 mort)
- Paolo Babini † (21 d'octubre de 1950 - 9 de juny de 1976 jubilat)
- Giovanni Proni † (9 de juny de 1976 succeduto - 30 de setembre de 1986 nomenat bisbe de Forlì-Bertinoro)

### Bisbes de Bertinoro
- Roberto Boiselli (Robert Boyssel, francese), O.F.M. † (1360 - 1365 renuncià)
- Roberto di Brettavilla (Robert de Bretteville, francès), O.E.S.A. † (5 de setembre de 1365 - 1377 mort)[10]
- Tebaldo † (1378 - 1395 mort)
- Urso de Afflicto † (15 de novembre de 1395 - 15 de desembre de 1404 nomenat bisbe de Monopoli)
- Marco da Teramo † (15 de desembre de 1404 - 29 de desembre de 1418 nomenat bisbe de Sarno)
- Marco, O.S.M. † (29 de desembre de 1418 - 1426 ? mort)
- Ventura degli Abati † (13 d'abril de 1429 - 1477 mort)
- Giuliano Maffei, O.F.M. † (24 de gener de 1477 - 18 d'abril de 1505 nomenat arquebisbe de Ragusa)
- Giovanni Ruffo de Theodoli † (18 d'abril de 1505 - 6 de novembre de 1511 nomenat arquebisbe de Cosenza)
- Angelo Petrucci † (28 de gener de 1512 - 1514 mort)
  - Raffaele Petrucci † (14 de març de 1519 - 14 de març de 1520 renuncià) (administrador apostòlic)
- Pietro Petrucci † (14 de març de 1520 - 1537 mort)
- Benedetto Conversini † (15 d'octubre de 1537 - 30 de juliol de 1540 nomenat bisbe de Jesi)
- Girolamo Verallo † (20 d'agost de 1540 - 14 de novembre de 1541 nomenat bisbe de Caserta)
- Cornelio Musso, O.F.M.Conv. † (14 de novembre de 1541 - 27 d'octubre de 1544 nomenat bisbe de Bitonto)
- Tommaso Caselli, O.P. † (27 d'octubre de 1544 - 7 de maig de 1548 nomenat bisbe d'Oppido Mamertina)
- Lodovico Vanino de Theodoli, C.R.S.A. † (7 de maig de 1548 - 10 de gener de 1563 mort)
- Egidio Falcetta † (30 de gener de 1563 - 1 de juliol de 1564 mort)
- Agostino Folignatti † (28 de juliol de 1564 - d'octubre de 1579 mort)
- Giovanni Andrea Caligari † (14 d'octubre de 1579 - 19 de gener de 1613 mort)
  - Bartolomeo Ugolini † (1613 - ? mort) (vescovo eletto)
- Innocenzo Massimo † (20 de maig de 1613 - 1 de juliol de 1624 nomenat bisbe de Catània)
- Giovanni Della Robbia, O.P. † (29 de juliol de 1624 - 25 d'octubre de 1641 mort)
- Isidoro Della Robbia, O.S.B. † (10 de març de 1642 - de novembre de 1656 mort)
  - Sede vacante (1656-1659)
- Ottaviano Prati † (21 d'abril de 1659 - d'agost de 1659 mort)
- Guido Bentivoglio, C.R. † (16 de febrer de 1660 - 1 de febrer de 1676 mort)
- Vincenzo Gaballi † (23 de març de 1676 - de juny de 1701 mort)
- Giovanni Battista Missiroli † (8 d'agost de 1701 - de gener de 1734 mort)
- Gaetano Galvani (Calvani) † (24 de març de 1734 - 19 de setembre de 1747 renuncià)
- Francesco Maria Colombani † (20 de novembre de 1747 - 27 de març de 1788 mort)
- Giacomo Boschi † (15 de setembre de 1788 - 18 de setembre de 1807 nomenat bisbe de Carpi)
  - Sede soppressa (1807-1817)
- Federico Bencivenni, O.F.M.Cap. † (14 d'abril de 1817 - 19 de novembre de 1829 mort)
- Giambattista Guerra † (15 de març de 1830 - 1857 mort)
- Pietro Buffetti † (3 d'agost de 1857 - 12 de gener de 1874 mort)
- Camillo Ruggeri † (4 de maig de 1874 - 3 de juliol de 1882 nomenat bisbe de Fano)
- Lodovico Leonardi † (3 de juliol de 1882 - de juny de 1898 mort)
- Federico Polloni † (28 de novembre de 1898 - 12 de març de 1924 mort)
- Antonio Scarante † (18 de desembre de 1924 - 30 de juny de 1930 nomenat bisbe de Faenza)
- Francesco Gardini † (9 de maig de 1931 - 31 de gener de 1950 mort)
- Mario Bondini † (16 de març de 1950 - 28 de gener de 1959 mort)
- Giuseppe Bonacini † (16 de maig de 1959 - 14 de novembre de 1969 mort)
- Giovanni Proni † (10 de març de 1970 - 30 de setembre de 1986 nomenat bisbe de Forli-Bertinoro)

### Bisbes de Forlì-Bertinoro
- Giovanni Proni † (30 de setembre de 1986 - 9 d'abril de 1988 jubilat)
- Vincenzo Zarri (9 d'abril de 1988 - 12 de novembre de 2005 jubilat)
- Lino Pizzi, des del 12 de novembre de 2005

## Estadístiques
A finals del 2013, la diòcesi tenia 177.000 batejats sobre una població de 188.500 persones, equivalent 93,9% del total.
| any                        | població | població | població | sacerdots | sacerdots       | sacerdots       | sacerdots             | diaques | religiosos | religiosos | parroquies |
| -------------------------- | -------- | -------- | -------- | --------- | --------------- | --------------- | --------------------- | ------- | ---------- | ---------- | ---------- |
| any                        | batejats | total    | %        | total     | clergat secular | clergat regular | batejats por sacerdot | diaques | homes      | dones      |            |
| diòcesi de Forlì           |          |          |          |           |                 |                 |                       |         |            |            |            |
| 1950                       | 80.115   | 80.350   | 99,7     | 129       | 103             | 26              | 621                   |         | 55         | 293        | 62         |
| 1970                       | 121.666  | 122.022  | 99,7     | 123       | 92              | 31              | 989                   |         | 39         | 320        | 67         |
| 1980                       | 143.700  | 144.500  | 99,4     | 153       | 128             | 25              | 939                   |         | 32         | 317        | 140        |
| diòcesi de Bertinoro       |          |          |          |           |                 |                 |                       |         |            |            |            |
| 1950                       | 43.000   | 43.000   | 100,0    | 93        | 89              | 4               | 462                   |         | -          | 60         | 64         |
| 1959                       | 40.000   | 40.000   | 100,0    | 88        | 83              | 5               | 454                   |         | 5          | 87         | 64         |
| 1969                       | 38.444   | 38.542   | 99,7     | 74        | 71              | 3               | 519                   |         | 6          | 99         | 62         |
| 1980                       | 37.650   | 37.900   | 99,3     | 64        | 60              | 4               | 588                   |         | 9          | 80         | 65         |
| diòcesi de Forlì-Bertinoro |          |          |          |           |                 |                 |                       |         |            |            |            |
| 1990                       | 171.812  | 173.374  | 99,1     | 195       | 165             | 30              | 881                   |         | 41         | 307        | 127        |
| 1999                       | 169.369  | 171.603  | 98,7     | 171       | 141             | 30              | 990                   | 5       | 36         | 222        | 128        |
| 2000                       | 168.282  | 170.645  | 98,6     | 162       | 136             | 26              | 1.038                 | 5       | 32         | 217        | 128        |
| 2001                       | 170.035  | 172.570  | 98,5     | 164       | 135             | 29              | 1.036                 | 6       | 34         | 224        | 128        |
| 2002                       | 171.357  | 174.134  | 98,4     | 162       | 134             | 28              | 1.057                 | 6       | 34         | 217        | 128        |
| 2003                       | 172.829  | 175.779  | 98,3     | 156       | 126             | 30              | 1.107                 | 8       | 34         | 209        | 128        |
| 2004                       | 171.142  | 175.769  | 97,4     | 150       | 122             | 28              | 1.140                 | 8       | 33         | 202        | 128        |
| 2006                       | 169.700  | 177.425  | 95,6     | 146       | 119             | 27              | 1.162                 | 8       | 30         | 205        | 128        |
| 2013                       | 177.000  | 188.500  | 93,9     | 132       | 106             | 26              | 1.340                 | 9       | 31         | 169        | 128        |